# Gliese 876 b
Gliese 876 b ist ein Exoplanet, der den rund 15 Lichtjahre von der Sonne entfernten Roten Zwerg Gliese 876 umkreist. Er ist der zweitäußerste bekannte Planet im Planetensystem des Sterns.

## Entdeckung
Der Planet wurde im Juni 1998 unabhängig voneinander durch zwei Teams von Astronomen entdeckt, die unter der Leitung von Geoffrey Marcy und Xavier Delfosse standen. Die Entdeckung erfolgte mittels der Radialgeschwindigkeitsmethode. Gliese 876 b war der erste bekannte Exoplanet, der um einen Roten Zwerg kreist.

## Eigenschaften
Gliese 876 b umkreist seinen Zentralstern in einer Entfernung von etwa 0,214 AE in jeweils etwas mehr als 61 Tagen. Seine Mindestmasse beträgt etwas mehr als zwei Jupitermassen. Mit seinem inneren Nachbarn Gliese 876 c und dem weiter außen kreisenden Gliese 876 e befindet er sich in einer Laplace-Resonanz: auf vier Umläufe von Gliese 876 c entfallen zwei von Gliese 876 b und einer von Gliese 876 e. Die drei Planeten sind hierin den drei Jupitermonden Io, Europa und Ganymed vergleichbar, die sich ebenfalls in einer Laplace-Resonanz befinden.
Es wird angenommen, dass die drei äußeren Planeten von Gliese 876 in größerer Entfernung vom Stern entstanden sind und anschließend durch Migration in ihre jetzigen Umlaufbahnen gelangt sind. Die Bahnneigung von Gliese 876 b beträgt wahrscheinlich 59°. Die große Bahnhalbachse ist mit etwa 0,208317 AE geringer als die des Planeten Merkur (0,387 AE) im Sonnensystem. Wegen der geringen Leuchtkraft des Zentralsterns befindet sich Gliese 876 b aber trotzdem noch in dessen habitabler Zone.
Aufgrund seiner Mindestmasse ist davon auszugehen, dass es sich bei Gliese 876 b um einen Gasplaneten wie Jupiter im Sonnensystem handelt. Von der Annahme einer jupiterähnlichen Atmosphäre ausgehend ist seine Atmosphäre wahrscheinlich zu kalt für Silikatwolken, aber zu warm für die Kondensation von Wasser. Sie erscheint damit wolkenlos.